# هاغي هاي
هاغي هاي (بالإنجليزية: Hughie Hay)‏ هو مدرب كرة قدم ولاعب كرة قدم بريطاني في مركز جناح ‏، ولد في عقد 1930 في أبردين في المملكة المتحدة، وتوفي في 23 أكتوبر 2012 في Laurencekirk ‏ في المملكة المتحدة. لعب مع دندي يونايتد ونادي أبردين ونادي اربوراث.